# 1949년 일본 프로 야구 재편 문제
1949년 일본 프로 야구 재편 문제는 일본의 프로 야구 조직이었던 ‘일본 야구 연맹’의 구단 수 확대를 두고 기존 구단들이 대립하여 센트럴 리그와 퍼시픽 리그로 분열된 1949년에서 1950년 사이에 일어난 일련의 사건을 가리킨다.

## 배경
태평양 전쟁이 끝난 1945년 프로 야구는 곧바로 활동을 재개했고 같은 해 11월 23일 메이지 진구 야구장에서 동서 대항전이 열린 것을 시작으로 기후현의 신카와 구장에서 1경기, 니시노미야 구장에서 2경기가 열렸다. 메이지 진구 야구장의 1경기와 니시노미야 구장의 4경기에는 5천 명이 넘는 관중이 몰렸다. 1946년부터 8개 구단으로 본격적인 시즌이 재개된 프로 야구는 점령 정책의 뒷받침을 받으며 급격한 성장을 이루었다.
전쟁 전까지 야구는 ‘학생의 취미’이라는 생각이 일반적이었으며 프로 야구 선수는 “아이들의 취미를 성인이 되어도 계속 생계 수단으로 삼는 사람들”로 일반 직장인에 비해 모멸적인 존재였다. 그러나 전후 일본을 주도 통치한 연합군 최고 사령관 총사령부(이하 GHQ)는 “패전에 빠진 일본 국민에게 오락을 준다”는 방침 아래 메이지 천황을 모신 메이지 진구 가이엔의 외곽에 있으나 특별하게 신성시된 메이지 진구 야구장에서 위와 같이 멸시했던 프로 야구의 흥행으로 사용 허가가 내려 이전의 상황과는 급속히 변화를 이루었다.
1947년의 닉네임 도입, 1948년의 프랜차이즈제 가집행과 같이 메이저 리그 야구를 모방한 활동도 이루어졌다. 한편 종이가 부족해 점령군 당국으로부터 용지 할당 제한을 받은 신문사들이 발행 허가 용지 할당을 늘리기 위해 스포츠 신문들을 잇따라 창간했으며, 이전엔 거의 없다시피 했던 라디오 중계들도 민간 정보 교육국에서 여유 방송 시간을 없앤 NHK 역시 빈 시간을 채우는 소재로 프로 야구를 중계하는 등 큰 영향을 가져왔다.
‘붉은 배트’의 가와카미 데쓰하루, ‘푸른 배트’의 오시타 히로시의 타격 대결, ‘빨래장대의 호걸’이라 불리었던 후지무라 후미오 등 인기 선수들의 출현도 있어 멸시받던 야구는 단숨에 전후 고난에 허덕이는 일본의 몇 안 되는 엔터테인먼트로 인기가 급성장한 것이다.
이 결과 일류 레저 산업으로 성장한 프로 야구는 1948년에는 절반 이상의 구단들이 흑자를 기록했고, 이 성장이 지속되면 이듬해에는 전 구단 흑자라는 낙관적인 전망이 나오는 등 준사업화되었다. 전쟁 이전부터 아무도 관심을 가져주지 않아 고생하던 것이 결실을 맺었으니 야구는 기업화해야 한다는 관계자도 있었다. 한편 프로 야구의 성장은 다른 기업들의 이목도 집중시켜 참가를 희망하는 기업들도 늘어나게 되었다.

## 발단
1949년 2월 4일에서 2월 5일, 이틀 동안 연맹 사용자 회의가 열렸다. 기구 개혁 방안의 하나로 연맹 커미셔너 직책을 신설하는 안이 채택되었다. 초대 커미셔너는 요미우리 신문의 사장이자 요미우리 자이언츠의 소유자였던 쇼리키 마쓰타로가 연맹 명예 총재도 겸하고 있었지만 민정국과 법무부 특별 심사국으로부터 쇼리키는 공직 추방된 신세였고 GHQ에서도 금지했기 때문에 5월 13일부로 커미셔너직을 사임했다.
사임 전인 4월 15일 명예 총재였지만 실질적인 영향력을 미쳤던 쇼리키가 연맹 총재 취임 기자 회견에서 “기존의 6개 구단을 8개 구단으로 확대한다(참고로 밝혔던 이 시점에서는 이미 8개 구단이었다). 그래서 안정되면 10구단으로 확대하고, 다음에는 12구단으로 확대한 뒤 양대 리그로 나눈다”는 이른바 미국 메이저 리그 야구를 모방한 양대 리그제 도입 구상인 일명 ‘쇼리키 구상’을 의견으로 표명했다. 이때 동시에 미국에서 팀을 초대, 도쿄의 전용 구장을 1구장 추가 건설하는 세 번째 의견도 표출했다.
쇼리키는 두 개의 리그 중 한 리그의 기둥이었던 요미우리 신문을 모기업으로 하는 거인으로, 다른 리그의 기둥으로써 당시 프로 야구의 급속한 성장과 함께 확대를 계속하고 있던 요미우리 신문을 라이벌시 하고 그에 따라 프로 야구 진출을 노리고 있던 마이니치 신문에 화살을 돌렸다. 마이니치 신문은 7월에 비공식적으로 가입을 타진, 9월 21일 마이니치 오리온스(현재의 지바 롯데 마린스) 가입을 연맹에 신청했다.
9월 22일, 마이니치 신문은 “본사에서 이전부터 국내·외적인 갈망으로 직업 야구 팀 편성을 계획했으며, 관계있는 다른 방면과의 의견 절충을 하고 있었으나, 9월 21일 공식적으로 일본 야구에 가입 신청을 했다”라고 밝혔다.

## 기존 구단들의 기대
쇼리키 구상이 제시되기 이전의 기존 구단들은 여기까지 키워 간신히 궤도에 오르게 된 프로 야구가 사업이 될 것으로 판단해 새삼 새로 들어오려는 행위는 도저히 받아들일 수는 없었다. 또한 구단 증가에 의해 관객의 불균형이 발생한다면 프로 야구의 인기 하락을 초래할 수 있다고 반대하는 목소리가 컸고, 1948년에는 다이에이의 나가타 마사이치의 가입 신청을 물리치는 등(나가타는 이후 기존 구단에 투자하여 결국 가입) 신규 가입은 인정하지 않았다.
그러나 쇼리키 구상이 밝혀지자, 특히 요미우리 신문 측에서 보면 마이니치 신문의 프로 야구 진출은 전쟁 이전부터 십수년 간 희생하면서 성장했고 간신히 판촉 수단이 되었던 프로 야구에 경쟁사가 끼어드는 것은 인정하지 못하며 맹렬히 반대했다. 당시 요미우리는 노동 쟁의의 영향으로 본사에서 퇴진했던 공직 추방된 쇼리키 대신 부사장인 야스다 쇼지를 중심으로 한 ‘반 쇼리키’파가 실권을 쥐고 있어 쇼리키의 영향력을 배제하기 위해 쇼리키 구상에는 동의 할 수 없다는 의도도 있었다. 또한 주니치 드래곤스의 모회사인 주부닛폰 신문 역시 요미우리와 비슷한 이유로 반대하였으며 다이요 로빈스(이후 쇼치쿠 로빈스, 현재는 소멸)는 마이니치의 구단 매각 이야기로 인해 요미우리·주니치와 동조했다.
그러나 다른 5개 구단은 이전과 다른 반응을 보였다. 당시 간사이 지역에서는 요미우리 신문이 판매되지 않아 간사이 지역에서 프로 야구의 홍보 기능이 없었지만 오사카 마이니치 신문을 모체로 한 마이니치 신문이라면 이 기능을 충족시킬수 있을 것이라고 기대했다. 이외에도 난카이 호크스(현재의 후쿠오카 소프트뱅크 호크스)는 벳쇼 빼내기 사건으로 대표되는 요미우리에 대한 반감이 있었고 오사카 타이거스(현재의 한신 타이거스)는 한신 고시엔 구장을 사용하는 선발 고등학교 야구 대회의 주최이며 사고가 발생하기 쉬운 전철의 업무에서 오는 일들 등 각각의 상황으로 간사이 사유 철도 세 구단은 마이니치의 가맹에 동조, 다른 두 구단도 각기의 이유를 들어 이에 동조했다. 그 의도는 야구계의 요미우리 중심주의에 대한 반발이라는 색채가 있었던 것도 부인할 수 없었다.

### 요미우리와 마이니치의 대립
2004년 10월 11일 TV 도쿄 계열에서 방송되었던 프로그램에 의하면 마이니치의 가맹 신청 직전인 1949년 7월 당시 일본국유철도의 총재 시모야마 사다노리가 실종된 후에 조반선의 선로에서 역사체로 발견된 이른바 ‘시모야마 사건’이 발생했다. 경시청은 자살과 타살 양면에서 조사를 실시했지만 일본을 대표하는 3대 신문 중 요미우리 신문과 아사히 신문은 타살이라고 보도한 것에 비해 마이니치 신문은 자살이라고 보도했다. 이것이 마이니치 신문과 요미우리 신문의 대립을 깊어지게 한 것으로 알려져 있다.

## 잇따른 가맹 신청
쇼리키 구상의 본래 목표였던 ‘점진적인 확대 노선’과는 달리 마이니치 가맹 사태가 표면화되면서 프로 참여를 노리고 있던 기업들에서 가맹 신청이 잇따랐다. 당시 기록에 의하면 마이니치 신문, 긴키 닛폰 철도, 교토 신문, 구마가이구미, 일본국유철도, 쇼치쿠, 다이요 어업, 나고야 철도, 서일본 철도, 서일본 신문, 세이부 철도, 히로시마, 벳푸 호시노구미, RICCAR 등의 이름이 거론되었다(이들 중 현재까지 구단을 보유하고 있는 것은 히로시마와 세이부).
앞에서 말한 바와 같이 마이니치 신문이 9월 21일 정식적으로 가입 신청을 했지만 이에 앞서 9월 14일에는 긴키 일본 철도가, 9월 20일에는 서일본 철도가 각각 신청을 했다. 이후에도 24일 하야시카네, 28일에는 호시노구미와 히로시마가 가입 신청을 하면서 쇼리키 구상은 완전히 무너지게 되었다.

## 연맹 분열
9월 29일 새로운 구단의 가입 문제에 대해 연맹의 최고 고문 회의가 개최되었고 이어서 9월 30일부터는 구단 대표자 회의가 열렸다. 여기서 요미우리·주니치·다이요가 신규 가맹에 반대 입장을 보인 반면, 한신·한큐 브레이브스(현재의 오릭스 버펄로스)·난카이·도큐 플라이어스(현재의 홋카이도 닛폰햄 파이터스)·다이에이 스타스(이후 다이에이 유니온스, 현재는 소멸)는 신규 가맹에 찬성했다. 1946년 연맹에서 “더 이상 구단 증가는 없다”라고 밝혔지만 찬성 측의 5개 구단은 이미 상황이 달라졌다고 주장했다.
찬성 측 구단들을 모아 다수결로 강행 돌파하려고 했던 쇼리키는 “2개 구단의 참가를 인정하고 1리그 10구단을 목표로 한다”라는 맹약서를 정리해 노다 세이조 한신 전기 철도 사장의 서명을 받았다. 그러나 참여 희망이 잇따랐기 때문에 거기서 2구단을 선택(실질적으로는 마이니치와 나머지 한 구단)하는 것은 어려운 일이었고, 양자가 첨예하게 대립했기 때문에 쇼리키의 ‘1리그 10구단’ 구상도 현실적인 한계에 부딪혔다. 그래서 찬성 측 5개 구단은 “양대 리그로 분열하고 마이니치는 같은 리그에 참여한다”라는 내용의 새로운 협정을 맺었다. 이 협정에도 노다는 서명했고 날인까지 하였다.
11월 12일에 전후 처음으로 마이너 리그의 트리플 A팀인 샌프란시스코 실스가 초대된 상태였는데, 손님을 맞이하는데 내부가 분열되어 있는 것은 실례라고 하여 가맹 문제를 보류로 두고 일단 회의가 해산되었다.
그런데 친선 경기가 끝난 11월 22일에 열린 구단 대표자 회의에서 한신이 갑자기 동향을 바꾸었다. “양대 리그로 분열하지만 한신은 마이니치의 리그로 옮기지 않고 요미우리의 리그에 남는다”는 도가시 고이치 구단 대표의 통보였다.

## 새로운 구단과 선수 분리
퍼시픽 리그는 같은 리그에 참여를 약속했던 마이니치·니시테쓰 클리퍼스(현재의 사이타마 세이부 라이온스)·긴테쓰 펄스(후의 오사카 긴테쓰 버펄로스에서 현재는 소멸)에 기존의 한큐·난카이·도큐·다이에이의 7구단으로 정해졌다. 한편 센트럴 리그는 기존의 요미우리·한신·주니치·쇼치쿠 로빈스의 4개 구단 뿐이었다. 리그 분열 이전에 새로운 구단의 가입에 반대하고 있었기 때문이지만 리그가 분열 이후 구단 수가 극단적으로 감소했기 때문에 분열 이전의 8개 구단 정도까지 늘릴 필요가 있었다. 또한 새로운 팬 개척을 위해 주고쿠·규슈 양 지방 구단의 창설을 요구했다. 시모노세키시의 다이요 웨일스(현재의 요코하마 DeNA 베이스타스)와 히로시마시의 히로시마 카프(현재의 히로시마 도요 카프)의 2개 구단이 센트럴 리그에 가입해 주고쿠는 센트럴 리그가 선행했지만 규슈 지방은 니시테쓰가 후쿠오카를 연고로 했기 때문에 퍼시픽 리그가 선행되었다.
규슈 지방의 상대를 강하게 하고자 했던 요미우리는 니시테쓰가 서일본 철도와 서일본 신문의 공동 출자인 것에 주목, 서일본 신문을 분리해 센트럴 리그에 끌어들여 니시닛폰 파이레츠(현재는 소멸)을 결성했다. 이후 고쿠테쓰 스왈로스(현재의 도쿄 야쿠르트 스왈로스)가 가입하면서 센트럴 리그는 8개 구단 체제로 1950년 시즌을 진행했다.
한편 마이니치는 한신의 감독으로 알력이 끊이지 않았던 와카바야시 다다시를 선수 겸임 감독으로 초빙해 벳토 가오루, 도이가키 다케시, 고 쇼세이, 와카바야시를 존경하거나 구단에 불만을 가지고 있던 한신의 주력 선수들을 차례대로 끌어왔다. 또한 요미우리는 한큐와 도큐의 선수들을 끌어내 니시테쓰와 분리되어 전력이 약했던 니시닛폰에 넘겼고, 센트럴 리그의 상임 이사로 취임한 아카미네 마사시는 다이에이의 고즈루 마코토로 대표되는 ‘아카미네 파’의 선수들을 빼내고 쇼치쿠에 입단시켰다(아카미네 선풍). 이렇게 센트럴 리그와 퍼시픽 리그의 치열한 선수 빼내기 전쟁이 일어났다.

## 여파
연맹 붕괴의 여파는 1950년 시즌에 들어서도 계속되었다. 아카미네의 쇼치쿠 이적 사건은 퍼시픽 리그에서 인정하지 않아 공식전 시작 이후 고즈루 등의 신분은 잠시 공중에 뜬 상태가 되기도 하였다. 개최가 검토되었던 올스타전은 취소되었고, 1950년 처음으로 열린 일본 시리즈의 상대였던 마이니치와 쇼치쿠의 분위기는 살벌했다. 한술 더 뜬 것은 1950년 시즌 종료 후 정해진 퍼시픽 리그의 니시테쓰와 센트럴 리그의 니시닛폰의 흡수 합병이었다.
요미우리의 적극적인 설득으로 니시닛폰은 독립 구단이 되었으나 시즌이 진행될수록 경제적인 문제에 직면했고, 니시테쓰는 요미우리의 감독 미하라 오사무와 아오타 노보루를 얻었지만 요미우리가 아오타의 이적에 반발했고 센트럴 리그의 다른 구단들도 요미우리에 동조해 니시닛폰을 비판했기 때문에 니시닛폰은 결국 센트럴 리그를 탈퇴하여 니시테쓰와 합병했다. 이 합병에서 요미우리는 니시닛폰의 선수는 센트럴 리그에 우선권이 있다고 주장하면서 히라이 마사아키와 미나미무라 후카시를 입단시켰다. 이외에도 각 구단들의 선수 쟁탈전으로 이전 년도와 같은 상황이 다시 발생하게 되었다.
벳쇼 빼내기 사건, 마이니치 대량 빼내기 사건, 아카미네 선풍으로 대표되는 구단 간의 선수 빼오기가 과열화되자 이를 문제삼는 목소리가 커졌고, 결국 통일된 계약서를 문서화해 야구 협약을 발표했다. 구단 간 선수 보유권이 만들어졌고 선수가 자의로 팀을 퇴단하고 다른 구단과 계약을 맺을 때 이전 구단의 양해를 필요로 하는 것으로, 이렇게 선수 빼오기 전쟁은 끝났다.

## 리그 분열의 의의
양대 리그 전환 후 올스타전 및 일본 시리즈 등의 개최로 일본 프로 야구의 인기가 높아졌다. 또한 주고쿠·규슈 지방에 새로운 구단이 창설했기 때문에 이러한 지역에서 일본 프로 야구 팬이 급증한 것도 재편의 큰 성과이다. 한편, 점진적인 양대 리그로의 발전을 생각했던 쇼리키의 구상과는 달리 급속하게 재편이 진행되었기 때문에 두 리그 분열의 경위와 그 선수들을 빼오는 것에 의해 두 리그 사이에 큰 원한이 남아 있었다. 따라서 양대 리그의 관계는 공존 관계라기 보다는 경쟁 관계에 가까운 것이 되었다.
양대 리그로 전환했을 때에는 애초에 인기 구단인 요미우리와 한신이 센트럴 리그에 소속되어 있던 것에 대해, 퍼시픽 리그에서는 난카이·니시테쓰가 인기를 얻고 있었다. 따라서 양대 리그의 관객 동원 수는 그다지 차이가 없었고, 퍼시픽 리그의 관객 동원 수가 센트럴 리그보다 약간 적은 정도였다. 게다가 1951년에 센트럴 리그의 니시닛폰이 퍼시픽 리그의 니시테쓰에 흡수 합병되어 니시테쓰 라이온스(현재의 사이타마 세이부 라이온스)가 된 데 이어 1953년에는 센트럴 리그 쇼치쿠와 다이요가 합병한 다이요 쇼치쿠 로빈스(현재의 요코하마 DeNA 베이스타스)로 6개 구단이 된 센트럴 리그에 비해 1954년에 다카하시 유니온스(현재는 소멸됨)가 가맹하고 8개 구단이 된 퍼시픽 리그는 역전하는 분위기에 있었다.
그런데 다카하시는 팬의 지지를 얻지 못하고 1957년 다이에이에 흡수 합병되어 다이에이 유니온스가 되었고, 다이에이가 그 해 시즌 종료 후 마이니치에 흡수 합병되어 마이니치 다이에이 오리온스(롯데 오리온스를 거쳐 현재는 지바 롯데 마린스)가 되어 1리그 6구단 씩 2리그 12구단 체제가 본격적으로 시작되었다. 이 때부터 양 리그의 관객 동원 수의 차이가 점차 확대되었다.
그 후 1960년대에서 1980년대 후반에 걸쳐 퍼시픽 리그의 관객 동원 수는 센트럴 리그를 크게 밑돌았다. 퍼시픽 리그의 관객 동원 수가 주춤한 이유는 신규 가입 한 다카하시의 전력 부족, 요미우리에 대항할 것으로 기대했던 마이니치의 철수와 ‘검은 안개 사건’의 영향을 들 수 있다. 또한 TV가 대부분의 가정에 보급 한 것으로 요미우리 신문 계열의 닛폰TV 계열을 중심으로 방송되는 요미우리 전 텔레비전 프로 야구 중계는 일본 인기 프로그램이 되어 요미우리뿐만 아니라 상대인 센트럴 리그 각 구단들도 팬층의 확대 및 방영권료·광고료 수입 증대 등 다양한 혜택을 제공받았다. 한편 퍼시픽 리그는 주요 방송국을 그룹에 둔 기업에 있는 구단이 존재하지 않았기 때문에 TV 중계가 극단적으로 적었고 인기가 점점 떨어졌다.
이러한 격차를 해소하기 위해 퍼시픽 리그는 센트럴 리그에 대해 교류전의 도입과 단일 리그로의 전환을 희망했다. 그러나 퍼시픽 리그에 원한이 남아있는 센트럴 리그는 자신들에게 이익이 없는 구제 행위를 계속 거부했다. 따라서 퍼시픽 리그에서는 구단의 양도 및 프랜차이즈의 이동이 잇따르면서 1973년에는 닛타쿠홈 플라이어스(현재의 홋카이도 닛폰햄 파이터스)와 롯데 오리온스(현재의 지바 롯데 마린스)의 구단 합병 소동까지 발생했다.
1990년대 이후 양 리그의 격차는 축소되는 경향을 보였지만 2004년에는 오사카 긴테쓰 버팔로스(현재는 소멸)의 경영난을 계기로 다시 프로 야구 재편 문제가 불거졌다. 그 결과 2005년 이후 센트럴·퍼시픽 교류전 등이 열리게 되었다.

## 같이 보기
- 1973년 일본 프로 야구 재편 문제
- 2004년 일본 프로 야구 재편 문제